# Ponte Alexandra

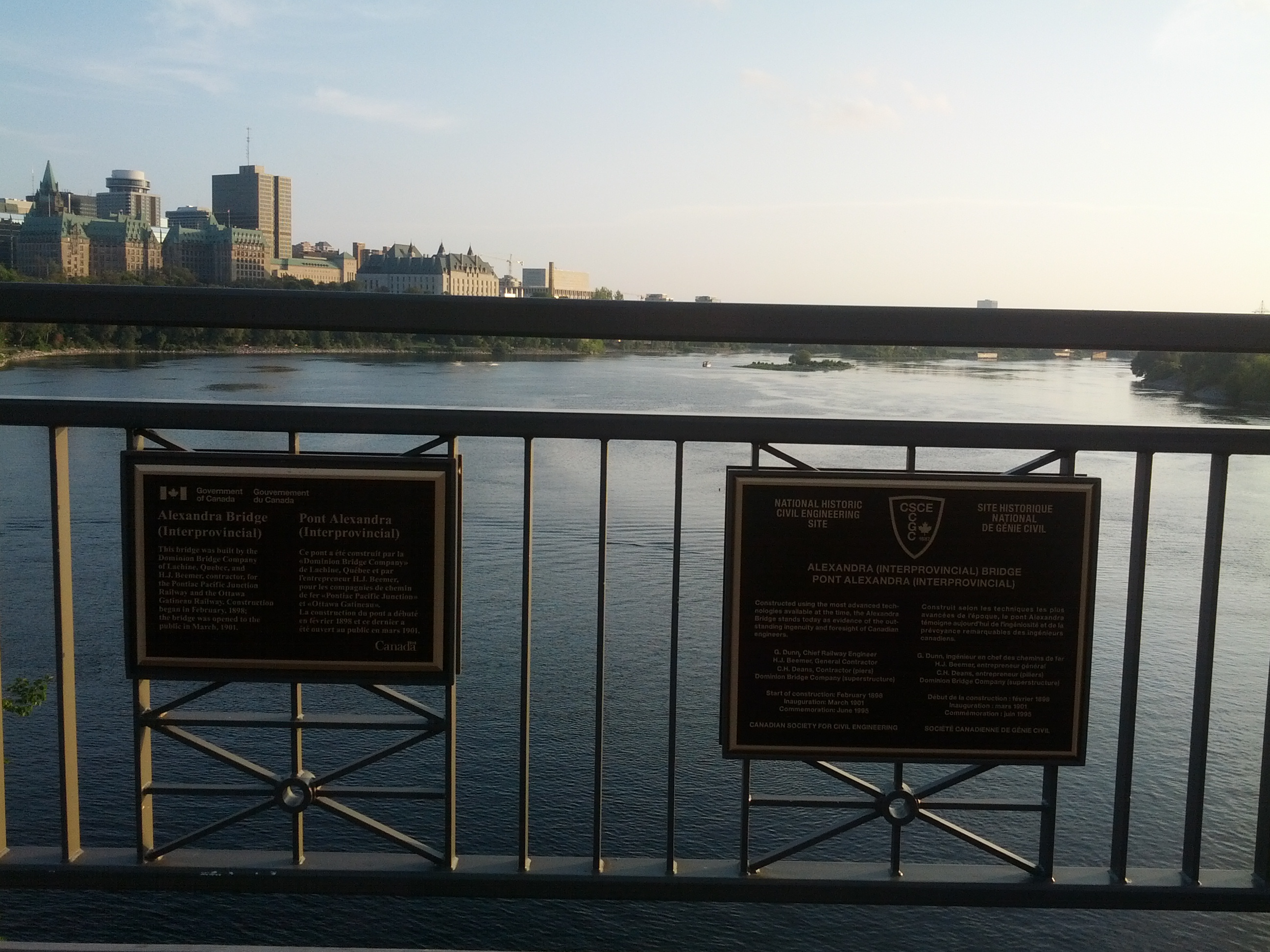
Placa na ponte.

A Royal Alexandra Interprovincial Bridge/Pont interprovincial Royal Alexandra é uma ponte de aço localizado sobre o rio Ottawa, ligando a cidade de Ottawa a Gatineau, ambos no Canadá.
Tem um tráfego de 15.000 automóveis por dia.

## Especificações
- Comprimento: 563,27 metros
- Largura: 18,89 metros
- Altura das torrres: 28,95 metros